# Aardbeving Kasjmir 2005

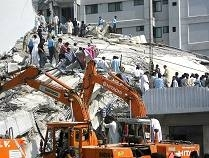
Ingestort appartementencomplex in Islamabad

De aardbeving te Kasjmir in 2005 was een zware aardbeving die plaatsvond in Noord-Pakistan en Noordwest-India op 8 oktober 2005 om 03:50:38 UTC. De aardbeving vond plaats in het door Pakistan bestuurde deel van Kasjmir langs de grens met India. Het United States Geological Survey (USGS) gaf een sterkte aan van 7,6 op de momentmagnitudeschaal met het hypocentrum ongeveer 100 kilometer ten noordnoordoosten van Islamabad op een diepte van 10 kilometer onder het aardoppervlakte. De aardbeving wordt als "zwaar" geclassificeerd; de beving werd gevoeld tot in Delhi, Punjab, Jammu en Kasjmir en Afghanistan.

## Aardbeving
Kasjmir ligt in de zone waar de Indische en Euraziatische tektonische platen elkaar raken. In die contactzone ontstond het Himalaya-gebergte, en deze tektonische activiteit is oorzaak van de aardbevingen.
De aardbeving resulteerde in grote schade in Noord-Pakistan, Afghanistan en Noord-India. In de regio werden meerdere (zo'n 150) naschokken gevoeld, waaronder enkele sterke aardbevingen (amplitude 6.2). Tot op de dag van vandaag kunnen lichte naschokken gevoeld worden.

## Slachtoffers

### Pakistaans Kasjmir
Azad Kasjmir en de Noordelijke Gebieden, bergachtige gebieden met dorpjes, maar ook steden als Muzaffarabad, met zo'n 400.000 inwoners, zijn het zwaarst getroffen.
Op 27 november stond het aantal slachtoffers in Pakistan op 72.000. Er waren tienduizenden gewonden. Dit aantal zou later nog stijgen, omdat veel getroffen dorpen nog niet werden bereikt en een deel van de dakloze en gewonde bevolking in het koude bezweek.
In het gebied waren veel wegen onbegaanbaar en waren verbindingen uitgevallen. Berichtgeving en hulp waren dus moeilijk. Twee weken na de ramp waren dan ook nog lang niet alle gewonden bereikt.
Naar schatting zijn 3 miljoen mensen in afgelegen dalen en in de bergen dakloos geworden.

### India
In het Indiase deel van Kasjmir (Jammu en Kasjmir) zijn volgens een politiefunctionaris meer dan 1200 doden gevallen.

## Hulpoperaties
- Veel landen stuurden reddingsteams en hulpgoederen. "De hulpverlening aan het aardbevingsgebied is een logistieke nachtmerrie", zo verklaarde Jan Egeland, coördinator van de noodhulp van de Verenigde Naties twee weken na de ramp.
- Het Pakistaanse leger werd opgedragen alle mogelijke hulp te bieden.
- Op 24 oktober 2005 maakte de Nederlandse overheid bekend 500 tenten naar het gebied te sturen, als reactie op een verzoek van de Pakistaanse autoriteiten. De tenten, die aan Pakistan geschonken werden, betroffen boogtenten die geschikt zijn voor 10 personen en gemakkelijk op te zetten zijn. Ook werden tentkachels en veldbedden meegestuurd. De tenten waren nodig voor het invallen van de winter. Nederland stuurde ook een mobiel veldhospitaal.
- In België werd de hulpactie "HOOP" genoemd, wat staat voor "Help Ons Overwinteren in Pakistan". Op 21 december werden er over het gehele land benefietacties gevoerd, waaronder een kippensoepactie van StuBru.